# Thomas Dale Brock
Thomas Dale Brock (Cleveland, 10 de setembro de 1926 - Madison, 4 de abril de 2021) foi um microbiologista estadunidense. É conhecido pela descoberta dos hipertermófilos no Parque Nacional de Yellowstone.
Morreu em 4 de abril de 2021 aos 94 anos após uma queda em sua casa em Madison, Wisconsin.

## Publicações selecionadas
- Brock, Thomas D. (1994). Life at High Temperatures. Yellowstone National Park: Yellowstone Association for Natural Science, History & Education, Inc
- Brock, Thomas D. (1978). Thermophilic Microorganisms and Life at High Temperatures. [S.l.]: Springer-Verlag. ISBN 0-387-90309-7
- Brock, Thomas D.; Kelly, Michael T. (outubro de 1969). «Molecular Heterogeneity of Isolates of the Marine Bacterium Leucothrix mucor». American Society for Microbiology. Journal of Bacteriology. 100 (1): 14–21. PMC 315351. PMID 5344093
- Brock, Thomas D.; Hudson Freeze (agosto de 1969). «Thermus aquaticus gen. n. and sp. n., a nonsporulating extreme thermophile». American Society for Microbiology. Journal of Bacteriology. 98 (1): 289–297. PMC 249935. PMID 5781580
- Brock, Thomas D. (15 de maio de 1964). «Knots in Leucothrix mucor». Science. 144 (3620): 870–872. doi:10.1126/science.144.3620.870
- «Thomas D. Brock: 1950–2005 Publication List». Scientific Commons. University of St. Gallen. Consultado em 16 de janeiro de 2009